# Mikronesisk solfjäderstjärt
Mikronesisk solfjäderstjärt (Rhipidura versicolor) är en fågel i familjen solfjäderstjärtar inom ordningen tättingar.

## Utseende och läte
Mikronesisk solfjäderstjärt är en liten tätting med en lång och ljusspetsad stjärt. Den är varmt brunorange på pannan, övergumpen och stjärtroten. Ovansidan är gråbrun och undersidan ljus, med vit strupe och svartfläckat bröst. Sången är ljus och klingande, ofta med fallande mönster.

## Utbredning och systematik
Mikronesisk solfjäderstjärt förekommer i ögruppen Marianerna samt på ön Yap i Mikronesien. Den delas in i fyra underarter med följande utbredning:
- Rhipidura versicolor uraniae – Guam
- Rhipidura versicolor saipanensis – Saipan, Tinian och Aguijan
- Rhipidura versicolor mariae – Rota
- Rhipidura versicolor versicolor – Yap

Tidigare kategoriserades den som underart till rostgumpad solfjäderstjärt (R. rufifrons) och vissa gör det fortfarande. Sedan 2023 urskiljs den dock som egen art av IOC och eBird/Clements.

## Levnadssätt
Mikronesisk solfjäderstjärt i en rad olika miljöer, från ursprungliga skogar till intill bebyggelse i byar och städer. Den födosöker aktivt och breder då ofta ut och reser stjärten.

## Status
IUCN erkänner den ännu inte som art, varför dess hotstatus inte bestämts.